# Kevin Danso
Kevin Danso (Voitsberg, 19 de septiembre de 1998) es un futbolista austriaco que juega en la demarcación de defensa para el Tottenham Hotspur F. C. de la Premier League.

## Selección nacional
Tras jugar con la selección de fútbol sub-15 de Austria, la sub-16, la sub-17, la sub-18, la sub-19 y con la sub-21, finalmente hizo su debut con la selección absoluta el 2 de septiembre de 2017 en un encuentro de clasificación para la Copa Mundial de Fútbol de 2018 contra Gales que finalizó con un resultado de 1-0 a favor del combinado galés tras el gol de Ben Woodburn.

### Participaciones en Eurocopas
| Copa          | Sede     | Resultado        | Partidos | Goles |
| ------------- | -------- | ---------------- | -------- | ----- |
| Eurocopa 2024 | Alemania | Octavos de final | 3        | 0     |

## Clubes
| Club                        | País       | Año       | Partidos | Goles |
| --------------------------- | ---------- | --------- | -------- | ----- |
| F. C. Augsburgo II          | Alemania   | 2016-2017 | 5        | 0     |
| F. C. Augsburgo             | Alemania   | 2017-2019 | 44       | 3     |
| Southampton F. C. (cedido)  | Inglaterra | 2019-2020 | 10       | 0     |
| Fortuna Düsseldorf (cedido) | Alemania   | 2020-2021 | 33       | 2     |
| R. C. Lens                  | Francia    | 2021-2025 | 128      | 4     |
| Tottenham Hotspur F. C.     | Inglaterra | 2025-     | 15       | 0     |

## Palmarés

### Títulos internacionales
| Título                 | Equipo                  | Sede   | Año  |
| ---------------------- | ----------------------- | ------ | ---- |
| Liga Europa de la UEFA | Tottenham Hotspur F. C. | Bilbao | 2025 |